# Kostel Nanebevzetí Panny Marie (Monte)
Poutní kostel Nanebevzetí Panny Marie v Monte (portugalsky Igreja de Nossa Senhora do Monte) je hlavním chrámem římskokatolické farnosti v Monte, části města Funchal, na ostrově Madeira.

## Historie

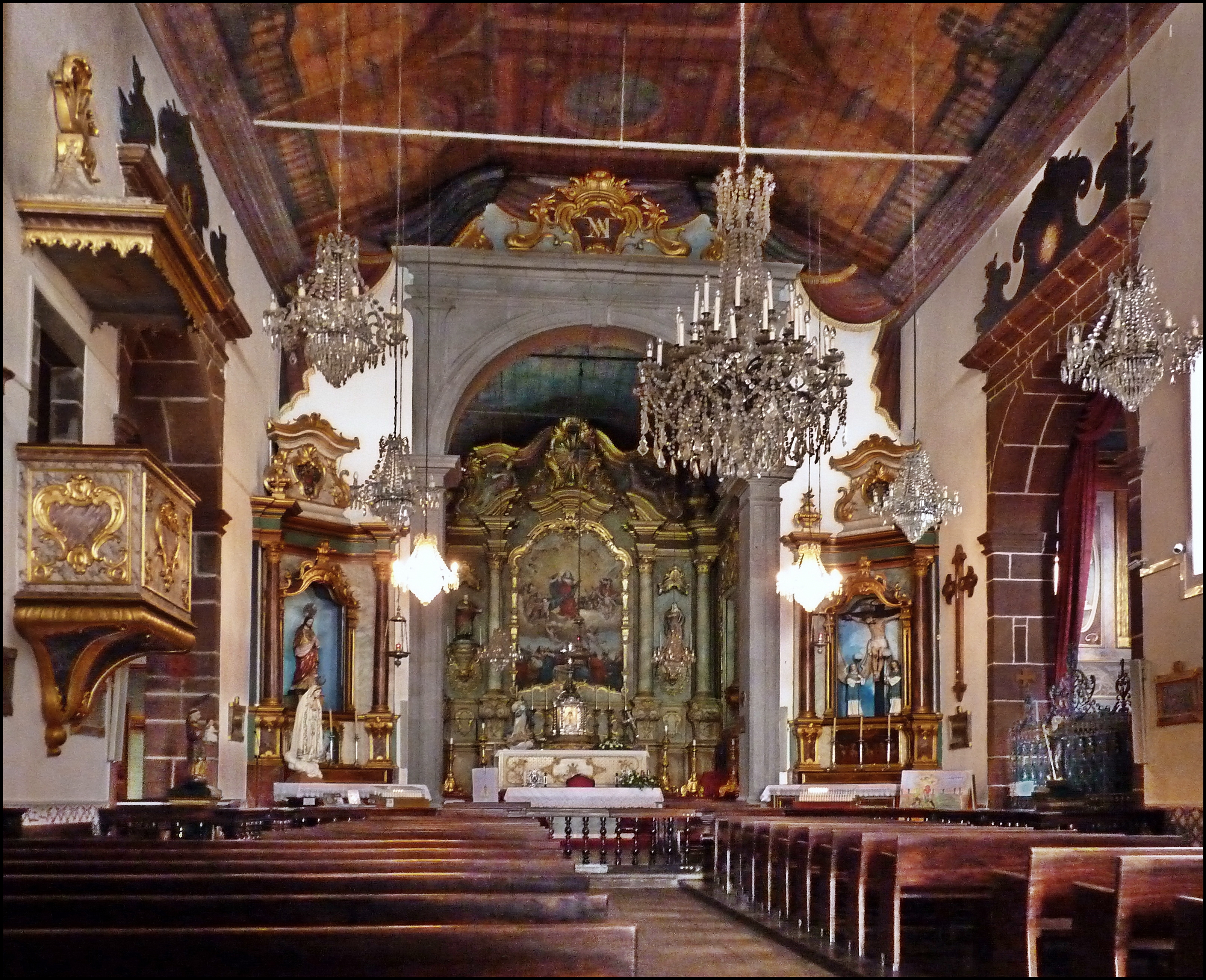
Interiér kostela

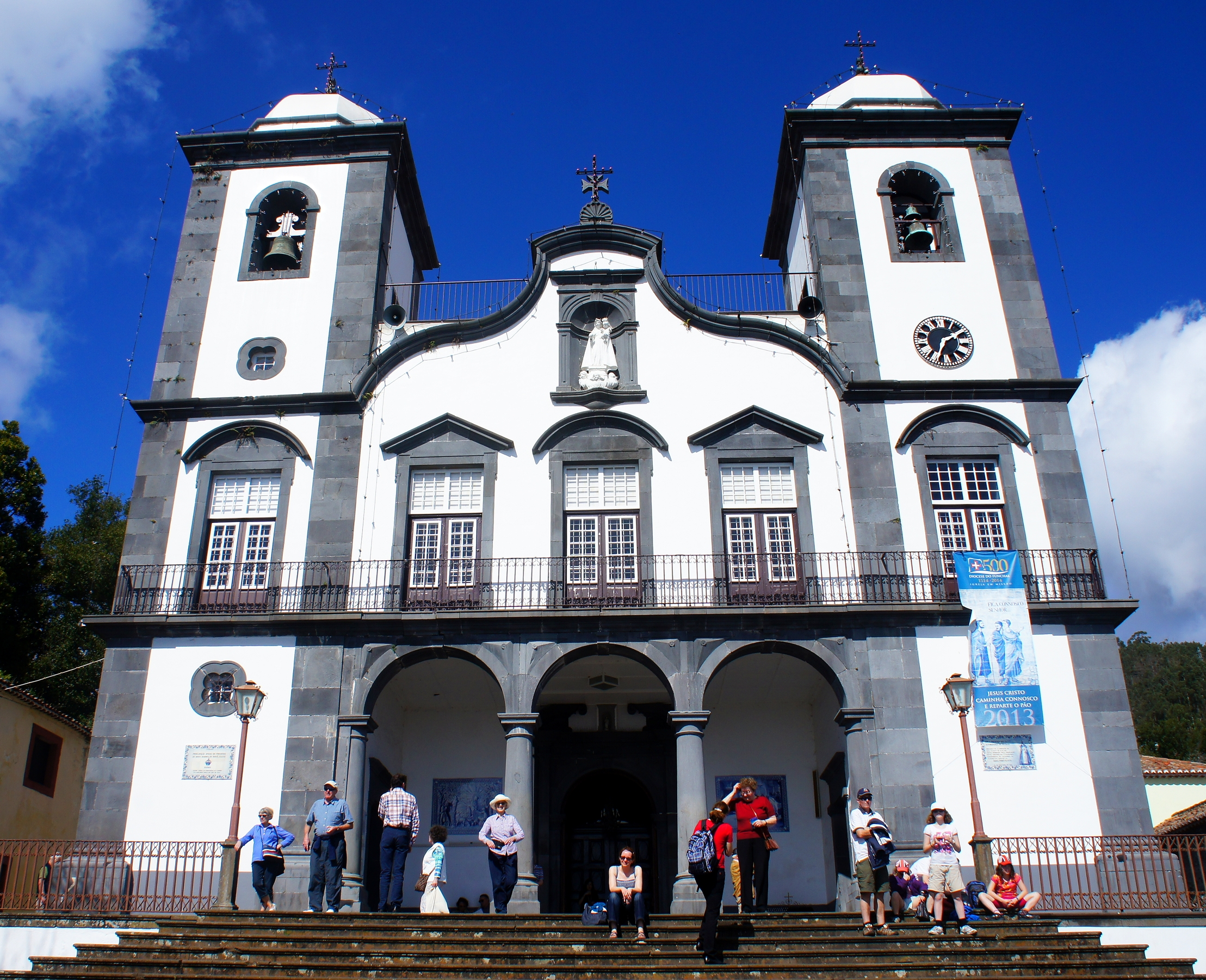
Kostel na Monte

Kapli Nossa Senhora da Encarnação na místě dnešního kostela nechal roku 1470 vybudovat Adão Gonçalves Ferreira, první člověk narozený na Madeiře.
10. června 1741 byl položen základní kámen současného kostela zasvěceného Panně Marii z Hory (Nossa Senhora do Monte). Několik měsíců po dokončení stavebních prací na kostele, 31. března 1748 přišlo zemětřesení a kostel těžce poškodilo. Ten byl opraven teprve k 20. prosinci 1818 a kostel byl vysvěcen rukou arcibiskupa meliaporského a předán diecéznímu administrátorovi D. Frei Joaquimovi de Meneses e Ataíde.

## Hrobka Karla I.
V levé postranní lodi kostela se nachází tumba s ostatky posledního rakouského císaře a českého krále Karla I. Ten přišel do Funchalu jako vyhnanec 19. listopadu 1921, kde žil se svou rodinou v domě Quinta Gordon nad kostelem až do své předčasné smrti 1. dubna 1922 na následky těžkého zápalu plic. V roce 2005 byla na prostranství před kostelem odhalena také bronzová socha císaře od portugalského sochaře Augusta Cida.